# Parang La
Parang La är ett bergspass i Indien.   Det ligger i distriktet Lāhul and Spiti och delstaten Himachal Pradesh, i den norra delen av landet, 400 km norr om huvudstaden New Delhi. Parang La ligger 5 572 meter över havet.
Terrängen runt Parang La är bergig.  Trakten runt Parang La är nära nog obefolkad, med mindre än två invånare per kvadratkilometer. Trakten runt Parang La är ofruktbar med lite eller ingen växtlighet.